# Gloria Loring
Gloria Loring-Lagler (nacida Gloria Jean Goff, 10 de diciembre de 1946) es una actriz y cantante estadounidense. Es conocida por interpretar a Liz Chandler en Days of Our Lives durante seis años (1980-1986, 2024). Ella y el cantante y actor Carl Anderson interpretaron a dúo el tema "Friends and Lovers," que alcanzó el número dos en la lista Billboard Hot 100 en 1986.

## Primeros años
Gloria Jean Goff nació en Nueva York, hija de Dorothy Ann (de soltera Tobin), cantante, y Gerald "Buzzy" Lewis Goff, trompetista profesional de la big band de Tommy Dorsey y de otros renombrados grupos de swing; vendedor y consultor del sector de la hostelería y la restauración.

## Carrera
Loring comenzó su carrera musical a los 14 años, cantando con un grupo folk conocido como Those Four. Loring publicó su primer álbum en 1968. Se tituló Today y lo publicó MGM Records. El sello Evolution publicó varios sencillos, entre ellos versiones de "Everybody's Talkin'", de Fred Neil, y "New World in the Morning", de Roger Whittaker, aunque ninguno alcanzó las listas de éxitos. También publicó, como sencillo, una versión de "Chelsea Morning" de Joni Mitchell en 1968.
A finales de los años sesenta y setenta actuó en numerosos programas de televisión, desde The Carol Burnett Show (Temporada 1, Episodio 4, emitido por primera vez el 2 de octubre de 1967) hasta la ceremonia de los Premios de la Academia. Contratada por Atco Records, en 1977 lanzó el sencillo "Brooklyn", producido por Mike Post, bajo el seudónimo de Cody Jameson, y se convirtió en su primer sencillo en las listas, alcanzando el número 74 en la lista Billboard Hot 100 y apareciendo también en las listas Adult Contemporary y Country.
En marzo de 1977, voló a Toronto para ser la estrella invitada especial del popular programa semanal de variedades The Bobby Vinton Show, que se veía en todo Estados Unidos y Canadá. El programa estaba producido por su esposo Alan Thicke. Loring interpretó "Will You Love Me Tomorrow" e hizo un dúo con Vinton en "Breaking Up Is Hard to Do".
En 1978 y 1979, Loring y su entonces esposo Alan Thicke compusieron los temas de Diff'rent Strokes y The Facts of Life. Hubo dos versiones de la canción principal de The Facts of Life que Loring cantó. Una versión se utilizó de la segunda a la sexta temporada, y una segunda de la séptima a la novena.
A su hijo, Brennan, le diagnosticaron diabetes de tipo 1 en 1979. Un año más tarde, Loring se unió a Days of Our Lives y tuvo la idea de crear y autopublicar el libro Days Of Our Lives Celebrity Cookbook para recaudar fondos para la investigación de la diabetes. El primer volumen se publicó en 1981 y el segundo en 1983. Los libros de cocina, junto con su grabación "A Shot in the Dark", recaudaron más de un millón de dólares para la Juvenile Diabetes Research Foundation ("JDRF"). Tras este éxito, publicó tres libros comerciales: Kids, Food and Diabetes, Parenting a Child with Diabetes y Living with Type 2 Diabetes: Moving Past the Fear.
Durante más de 30 años ha sido portavoz de JDRF. JDRF fue la filantropía oficial de su hermandad universitaria, Alpha Gamma Delta, antes de cambiar su enfoque a la lucha contra el hambre en 2017.
En 1980, cuando Loring se unió al culebrón diurno de la NBC Days of Our Lives como la cantante Liz Chandler, la serie estaba atravesando un periodo de sequía, con muchos veteranos abandonados y muchas caras nuevas que alienaban a los fans de toda la vida. De los nueve nuevos personajes introducidos en la temporada 1980-1981, sólo Liz consiguió seguidores y fue la única a la que se renovó el contrato. En la vida real, Loring salió durante tres años con Don Diamont, el actor que interpretó a Carlo Forenza, asesinado por su marido televisivo, el Dr. Neil Curtis. Loring regresó a la serie en diciembre de 2024.
En 1986, Loring alcanzó el número 2 de la lista Pop y el número 1 de la lista Adult Contemporary en Estados Unidos con "Friends and Lovers", con Carl Anderson (también alcanzó el número 1 de la lista Country en 1986 con Eddie Rabbitt y Juice Newton bajo el título "Both to Each Other"). Originalmente interpretó "Friends and Lovers" en Days of Our Lives más de un año antes de que llegara a las listas de éxitos. Su interpretación de la canción generó la mayor respuesta de correo de cualquier canción en la historia diurna de la NBC. Grabada por primera vez a dúo con Anderson (que apareció en Days of Our Lives para cantar la canción con Loring) en 1985, su lanzamiento como single se retrasó un año por complicaciones legales.
Loring abandonó Days en 1986 y realizó apariciones esporádicas en cine y televisión durante las siguientes décadas. Se dedicó principalmente al teatro y a su carrera discográfica (aunque "Friends and Lovers" fue su único gran éxito).
En 2003, Loring publicó su primer álbum navideño, You Make It Christmas. En 2008, publicó A Playlist, que incluía una nueva grabación de la canción "Friends and Lovers" con Carl Anderson, grabada un año antes de su muerte.
El libro de Loring, Coincidence Is God's Way of Remaining Anonymous, es una autobiografía espiritual de cómo una serie de coincidencias transformaron su vida. Fue publicado en octubre de 2012 por HCI, Inc.

## Filmografía

### Cine
| Año  | Título                   | Papel          | Notas                        |
| ---- | ------------------------ | -------------- | ---------------------------- |
| 1965 | Once Upon a Coffee House | amiga de Betty | largometraje                 |
| 2016 | Heavenly                 | Johnnie        | cortometraje (independiente) |

### Televisión
| Año             | Título                                                      | Papel                                                                   | Notas                                                                   |
| --------------- | ----------------------------------------------------------- | ----------------------------------------------------------------------- | ----------------------------------------------------------------------- |
| 1967            | The Carol Burnett Show                                      | Ella misma - interpretando Goin' Out of My Head"                        | Episodio: "Lucille Ball, Tim Conway and Gloria Loring" (S1:E4)          |
| 1968            | The Carol Burnett Show                                      | Jennifer (Valley of the Dollars sketch)                                 | Episodio: "Dionne Warwick and Jonathan Winters" (S1:E19)                |
| 1968            | The Ed Sullivan Show                                        | Ella misma - interpretando "Can't Take My Eyes Off of You"              | Episodio: Unknown                                                       |
| 1977            | The Bobby Vinton Show                                       | Ella misma - interpretando "Breaking Up is Hard to Do" con Bobby Vinton | Episodio: Unknown (el programa fue sindicado en Estados Unidos)         |
| 1980–1986, 2024 | Days of Our Lives                                           | Liz Chandler Curis                                                      | Serial diurno (papel de contrato 1980-1986); (papel como invitada 2024) |
| 1984            | Fantasy Island                                              | Charlene Hunt                                                           | Episodio: "Mermaid and the Matchmaker/The Obsolete Man"                 |
| 1985            | Hotel                                                       | Adrianne Fitzpatrick                                                    | Episodio: "Distortion"                                                  |
| 1987            | Convicted: A Mother's Story                                 | Kate Devers                                                             | Telefilme (NBC)                                                         |
| 1987            | Mike Hammer                                                 | Marian Collins                                                          | Episodio: "Deadly Collection"                                           |
| 1987            | Police Story                                                | Kate Devers                                                             | Telefilme                                                               |
| 1987            | Another World                                               | Ella misma                                                              | Episodio: #5970                                                         |
| 1989            | Murder, She Wrote                                           | Margo Bowman                                                            | Episodio: "Weave a Tangled Web"                                         |
| 1989            | Freddy's Nightmares                                         | Ellen Kramer                                                            | Episodio: "Heartbreak Hotel"                                            |
| 1989            | Living Dolls                                                | Liz Wyler                                                               | Episodio: "The Flash Is Always Greener"                                 |
| 1993            | Saved by the Bell: The College Years                        | Mrs. Burke                                                              | Episodio: "The Homecoming"                                              |
| 1994            | Burke's Law                                                 | Sam                                                                     | Episodio: "Who Killed the Starlet?"                                     |
| 1994            | Silk Stalkings                                              | Sable Shannon                                                           | Episodio: "Whore Wars"                                                  |
| 1995            | Renegade                                                    | Melissa Dixon                                                           | Episodio: "Sins of the Father"                                          |
| 1996            | Beverly Hills, 90210                                        | Mrs. Cleveland                                                          | Episodio: "Fearless"                                                    |
| 1996            | Renegade                                                    | Melissa Dixon                                                           | Episodio: "For Better, For Worse"                                       |
| 1997            | Renegade                                                    | Melissa Dixon                                                           | Episodio: "The Bad Seed"                                                |
| 2014            | Correcting Christmas (original title was Back to Christmas) | Robin                                                                   | Telefilme                                                               |
| 2016            | Growing Up Viral                                            | Gram                                                                    | Telefilme (Disney XD)                                                   |
| TBA (en espera) | I Love You But                                              | Ruby                                                                    | Serie de televisión                                                     |

### Vídeos musicales
| Año  | Título             | Notas                 |
| ---- | ------------------ | --------------------- |
| 1986 | Friends and Lovers | Dúo con Carl Anderson |

## Vida personal
Loring estuvo casada con el actor Alan Thicke desde 1970 hasta 1986. Tiene dos hijos con Thicke, Brennan y el cantante Robin.
Loring ha sido galardonada con el Lifetime Commitment Award de JDRF, y recibió el Woman of Achievement Award de la Miss America Organization. Ha aparecido en Who's Who in America.

## Discografía

### Álbumes
- 1968: Today (MGM Records); incluye la versión original de "One Way Ticket"
- 1970: And Now We Come to Distances (Evolution Records)
- 1972: Sing a Song for the Mountain (Evolution Records)
- 1984: A Shot in the Dark (Glitz Records); incluye la versión original de "The Facts of Life"
- 1986: Gloria Loring (Atlantic Records); incluye la versión original de "Friends and Lovers" con Carl Anderson – AUS #83;[7] CAN #78[8]
- 1988: Full Moon/No Hesitation (Atlantic Records) – AUS #62[7]
- 1991: Is There Anybody Out There (Silk Purse); incluye la versión solista de "Friends and Lovers"
- 1999: Turn The Page (Silk Purse)
- 2000: By Request (Silk Purse); incluye una grabación acústica de "Tonight, I Celebrate My Love", la canción adoptada por Bo & Hope como tema principal en Days of Our Lives.
- 2001: Friends and Lovers (Silk Purse)
- 2003: You Make It Christmas (Silk Purse)
- 2008: A Playlist (Silk Purse)